# Список науково-фантастичних фільмів 1920-х років
Список науково-фантастичних фільмів, випущених у 1920-х роках. Ці фільми включають основні елементи наукової фантастики і широко доступні з рецензіями авторитетних критиків або істориків кінематографу.

## Список
| 1920                                                                       |                                                   |                 |                                  |
| «Алгол: Трагедія влади» (нім. «Algol - Tragödie der Macht»)                | Ганс Веркмейстер                                  | Німеччина       | [ 1 ]                            |
| «Всі на борт до Місяця» (англ. «All Aboard for the Moon»)                  | Макс Флейшер                                      | США             | [ 2 ]                            |
| «Голова Януса» (нім. «Der Januskopf»)                                      | Фрідріх Вільгельм Мурнау                          | Німеччина       | [ 3 ]                            |
| «Доктор Джекіл і містер Хайд (Гейдон)» (англ. «Dr. Jekyll and Mr. Hyde»)   | Джеймс Чарльз Гейдон                              | США             | [ 4 ]                            |
| «Доктор Джекіл і містер Хайд (Робертсон)» (нім. «Dr. Jekyll und Mr. Hyde») | Джон Стюарт Робертсон                             | Німеччина       | [ 5 ]                            |
| «Її перше полум'я» (англ. «Her First Flame»)                               | Бруно С. Беккер                                   | США             | Короткометражний фільм           |
| «Йди і візьми це» (англ. «Go and Get It»)                                  | Маршалл Нілан, Генрі Робертс Симондс              | США             | [ 7 ]                            |
| «Мельхіад Коломан» (англ. «Melchiad Koloman»)                              | Рудольф Лібшер                                    |                 | [ 8 ]                            |
| «Невидимий промінь» (англ. «The Invisible Ray»)                            | Гаррі А. Поллард                                  | США             | Втрачений фільм                  |
| «Подорож на Марс» (англ. «A Trip to Mars»)                                 | Бад Фішер                                         | США             | Анімація                         |
| «Фігури ночі» (нім. «Nachtgestalten»)                                      | Річард Освальд                                    | Німеччина       | Кіносеріал, втрачений фільм      |
| 1921                                                                       |                                                   |                 |                                  |
| «Атлантида» (фр. «L'Atlantide»)                                            | Жак Фейдер                                        | Франція         | [ 12 ]                           |
| «Механічна людина» (італ. «L'uomo meccanico»)                              | Андре Дід                                         | Італія          | [ 13 ]                           |
| «Між полум'ям і повенями» (нім. «Zwischen Flammen und Fluten»)             | Карл Хайнц Вольф                                  | Німеччина       | [ 14 ]                           |
| «Потвора Франкенштейна» (італ. «Il mostro di Frankenstein»)                | Еухеніо Теста                                     | Італія          | Короткометражний фільм           |
| «Острів загублених» (дан. «Die Insel der Verschollenen»)                   | Урбан Ґад                                         | Данія           | [ 16 ]                           |
| «Отруєне світло» (чеськ. «Otrávené svetlo»)                                | Ян С. Колар, Карел Ламак                          | Чехія           | [ 17 ]                           |
| «Повідомлення з Марса» (англ. «A Message from Mars»)                       | Максвелл Каргер                                   | США             | [ 18 ]                           |
| «Штаб блискавки» (нім. «Die Blitzzentrale»)                                | Валі Арнем                                        | Німеччина       | [ 19 ]                           |
| 1922                                                                       |                                                   |                 |                                  |
| «Людина з потойбіччя» (англ. «The Man from Beyond»)                        | Бертон Л. Кінг                                    | США             | [ 20 ]                           |
| «Угода наосліп» (англ. «A Blind Bargain»)                                  | Воллес Ворслі                                     | США             | [ 21 ]                           |
| 1923                                                                       |                                                   |                 |                                  |
| «Небесний розщеплювач» (англ. «Sky Splitter»)                              | Ешлі Міллер, Джон Норлінг                         | США             | [ 22 ]                           |
| «Радіоманія» (англ. «Radio-Mania»)                                         | Рой Вільям Ніл                                    | Велика Британія | [ 23 ]                           |
| «Чорний бик» (англ. «Black Oxen»)                                          | Френк Ллойд                                       | США             | [ 24 ]                           |
| 1924                                                                       |                                                   |                 |                                  |
| «Аеліта» (рос. «Аэлита»)                                                   | Яків Протазанов                                   | СРСР            | [ 25 ]                           |
| «Міжпланетна революція» (рос. «Межпланетная революция»)                    | Микола Ходатаєв, Зенон Комісаренко, Юрій Меркулов | СРСР            | Анімація                         |
| «Місто без євреїв» (нім. «Die Stadt ohne Juden»)                           | Ганс Карл Бреслауер                               | Австрія         | [ 27 ]                           |
| «Нелюдяна» (фр. «L'Inhumaine»)                                             | Марсель Л'Ерб'є                                   | Франція         | [ 28 ]                           |
| «Остання людина на Землі» (англ. «The Last Man on Earth»)                  | Джон Г. Блайстоун                                 | США             | [ 29 ]                           |
| «Подорож на Марс» (англ. «Trip to Mars»)                                   | Дейв Флейшер                                      | США             | Анімація                         |
| «Розірване місто» (фр. «La cité foudroyée»)                                | Луїц-Морат                                        | Франція         | [ 31 ]                           |
| «Руки Орлака» (нім. «Orlac’s Hände»)                                       | Роберт Віне                                       | Німеччина       | [ 32 ]                           |
| «Сміятися над небезпекою» (англ. «Laughing at Danger»)                     | Джеймс У. Хорн                                    | США             | [ 33 ]                           |
| 1925                                                                       |                                                   |                 |                                  |
| «Бог сили» (англ. «The Power God»)                                         | Френсіс Форд                                      | США             | [ 34 ]                           |
| «Вежа мовчання» (нім. «Der Turm des Schweigens»)                           | Йоганнес Ґутер                                    | Німеччина       | [ 35 ]                           |
| «Вона» (англ. «She»)                                                       | Леандер Де Кордова, Дж. Б. Самуельсон             | Велика Британія | [ 36 ]                           |
| «Диво творіння» (нім. «Wunder der Schöpfung»)                              | Ганнс Вальтер Корнблюм                            | Німеччина       | [ 37 ]                           |
| «Доктор Пікл і містер Прайд» (англ. «Dr. Pyckle and Mr. Pride»)            | Скотт Пембрук, Джо Рок                            | США             | Короткометражний фільм           |
| «Загублений світ» (англ. «The Lost World»)                                 | Гаррі О. Гойт                                     | США             | [ 39 ]                           |
| «Мадрид, 2000 рік» (ісп. «Madrid en el año 2000»)                          | Мануель Норьєга                                   | Іспанія         | [ 40 ]                           |
| «Монстр» (англ. «The Monster»)                                             | Роланд Вест                                       | США             | [ 41 ]                           |
| «Париж заснув» (фр. «Paris qui doit»)                                      | Рене Клер                                         | Франція         | [ 42 ]                           |
| «Промінь смерті» (рос. «Луч смерти»)                                       | Лев Кулєшов                                       | СРСР            | [ 43 ]                           |
| 1926                                                                       |                                                   |                 |                                  |
| «Кіт Фелікс заграє з долею» (англ. «Felix the Cat Flirts with Fate»)       | Отто Мессмер                                      | США             | Короткометражний фільм, анімація |
| «Міс Менд» (рос. «Луч смерти»)                                             | Борис Барнет, Федір Оцеп                          | СРСР            | [ 45 ]                           |
| 1927                                                                       |                                                   |                 |                                  |
| «Володар світу» (нім. «Der Meister der Welt»)                              | Дженнаро Рікеллі                                  | Німеччина       | [ 46 ]                           |
| «Метрополіс» (нім. «Metropolis»)                                           | Фріц Ланг                                         | Німеччина       | [ 47 ]                           |
| «Світ без зброї» (нім. «Die Welt ohne Waffen»)                             | Гернот Бок-Штібер                                 | Німеччина       | [ 48 ]                           |
| «Чарівник» (англ. «The Wizard»)                                            | Річард Россон                                     | США             | [ 49 ]                           |
| «Чарльстон» (фр. «Sur un air de Charleston»)                               | Жан Ренуар                                        | Франція         | Короткометражний фільм           |
| 1928                                                                       |                                                   |                 |                                  |
| «Альрауне» (нім. «Alraune»)                                                | Генрік Галеєн                                     | Німеччина       | [ 51 ]                           |
| «Земний контроль Ко-Ко» (англ. «Ko-Ko's Earth Control»)                    | Дейв Флейшер                                      | США             | Короткометражний фільм, анімація |
| 1929                                                                       |                                                   |                 |                                  |
| «100 000 під червоними прапорами» (нім. «100.000 unter roten Fahnen»)      | Філ Ютці                                          | Німеччина       | [ 53 ]                           |
| «Альрауне» (нім. «Alraune»)                                                | Річард Освальд                                    | Німеччина       | [ 54 ]                           |
| «Голос з неба» (англ. «The Voice from the Sky»)                            | Бен Ф. Вілсон                                     | США             | [ 55 ]                           |
| «Державна зрада» (англ. «High Treason»)                                    | Моріс Елві                                        | Велика Британія | [ 56 ]                           |
| «Жінка на Місяці» (нім. «Frau im Mond»)                                    | Фріц Ланг                                         | Німеччина       | [ 57 ]                           |
| «Отруйний газ» (нім. «Giftgas»)                                            | Дубсон Михайло Йосипович                          | Німеччина       | [ 58 ]                           |
| «Середня течія» (англ. «Midstream»)                                        | Джеймс Клер Флуд                                  | США             | [ 59 ]                           |
| «Таємничий острів» (англ. «The Mysterious Island»)                         | Люсьєн Габбард, Беньямін Крістенсен               | США             | [ 60 ]                           |